# Kościół św. Jana Nepomucena w Lutyni
Kościół św. Jana Nepomucena w Lutyni – kościół we wsi Lutynia (powiat kłodzki).
Kościół filialny parafii w Lądku-Zdroju, barokowy z XVIII w.
Świątynia nie jest wpisana do rejestru zabytków nieruchomych województwa dolnośląskiego.